# Formicarius moniliger
El formicario mexicano (Formicarius moniliger), también denominado homiguerito-gallito mexicano u hormiguero-cholino cara negra (en México), es una especie de ave paseriforme de la familia Formicariidae perteneciente al género Formicarius. Es nativo de América Central y México.

## Distribución y hábitat
Se distribuye desde la pendiente caribeña del sur de México, en Guatemala, Belice, hasta el noroeste de Honduras.
Habita en el suelo o cerca, de selvas húmedas y semi-caducifolias y crescimientos secundarios, con preferencia para el sotobosque sombrío pero relativamente abierto, más que enmarañados densos. Desde tierras bajas hasta los 1800 m de altitud, posiblemente hasta los 2050 m; en el este de Honduras, ocurre a elevaciones más altas que Formicarius analis.

## Sistemática

### Descripción original
La especie F. moniliger fue descrita por primera vez por el zoólogo británico Philip Lutley Sclater en 1857 bajo el mismo nombre científico; la localidad tipo es «Córdova, Veracruz, México.»

### Etimología
El nombre genérico masculino «Formicarius» en el latín moderno significa ‘relativo a las hormigas’; y el nombre de la especie «moniliger» se compone de las palabras del latín  «monile» que significa collar, y «ger» que significa ‘que lleva’, ‘que carga’.

### Taxonomía
El presente grupo de subespecies fue separado de Formicarius analis como especie plena, siguiendo a Howell & Webb 1995; Krabbe & Schulenberg 2003 y Dickinson & Christidis 2014. El Comité de Clasificación de Norte y Mesoamérica (N&MACC) aprobó la separación en la Propuesta 2020-B-11.

### Subespecies
Según la clasificación del Congreso Ornitológico Internacional (IOC) (Versión 7.1, 2017) y Clements checklist/eBird, se reconocen tres subespecies, con su correspondiente distribución geográfica:
- Formicarius moniliger moniliger P.L. Sclater, 1857 – pendiente caribeña del sur de México (al sur desde el centro de Veracruz) hacia el este hasta Guatemala (excepto |Petén).
- Formicarius moniliger pallidus (Lawrence, 1882) – península de Yucatán (en el sureste de Yucatán, Campeche  y Quintana Roo) y norte de Guatemala (norte de Petén).
- Formicarius moniliger intermedius Ridgway, 1908 – este de Guatemala (presumida), Belice y noroeste de Honduras.